# Селевк (син Антіоха I)
Селевк (дав.-гр. Σέλευκος; близько 293 до н. е. — 266 до н. е.) — старший син басилевса Держави Селевкідів Антіоха I Сотера та його дружини Стратоніки Сирійської. Співправитель батька з 280 до н. е., був страчений за підозрою у змові.

## Життєпис
Дата народження невідома, у дослідників вона різниться. Принц народився у проміжку 292-287 до н.е., під час правління свого діда Селевка I. У 280 був проголошений співправителем батька та намісником «верхніх сатрапій». Ім'я Селевка разом з батьківським зустрічається на багатьох документах того часу, але подробиці його правління невідомі. У серпні 266 року з невідомих причин Антіох I призначає свого молодшого сина Антіоха ще одним співправителем, а згодом наказує стратити свого первістка. Згідно Іоанну Антіохійському, Селевк був страчений за підозрою у зловмисності проти батька. 
Еліас Бікерман приписував Селевку монети з легендою Басилевса Селевка та Антіоха і вважав їх доказом сепаратистських намірів принца. Однак зараз вважається, що це монети часів співправління Селевка I та Антіоха I.
Припускається, що через деякий час після смерті Селевк був реабілітований та обожнений як Селевк Теос.
Припускається, що Селевк міг бути одружений з Антіохідою, гіпотетичною дочкою Стратоніки Сирійської від Селевка I або Антіоха I.